# Dehumanizacja

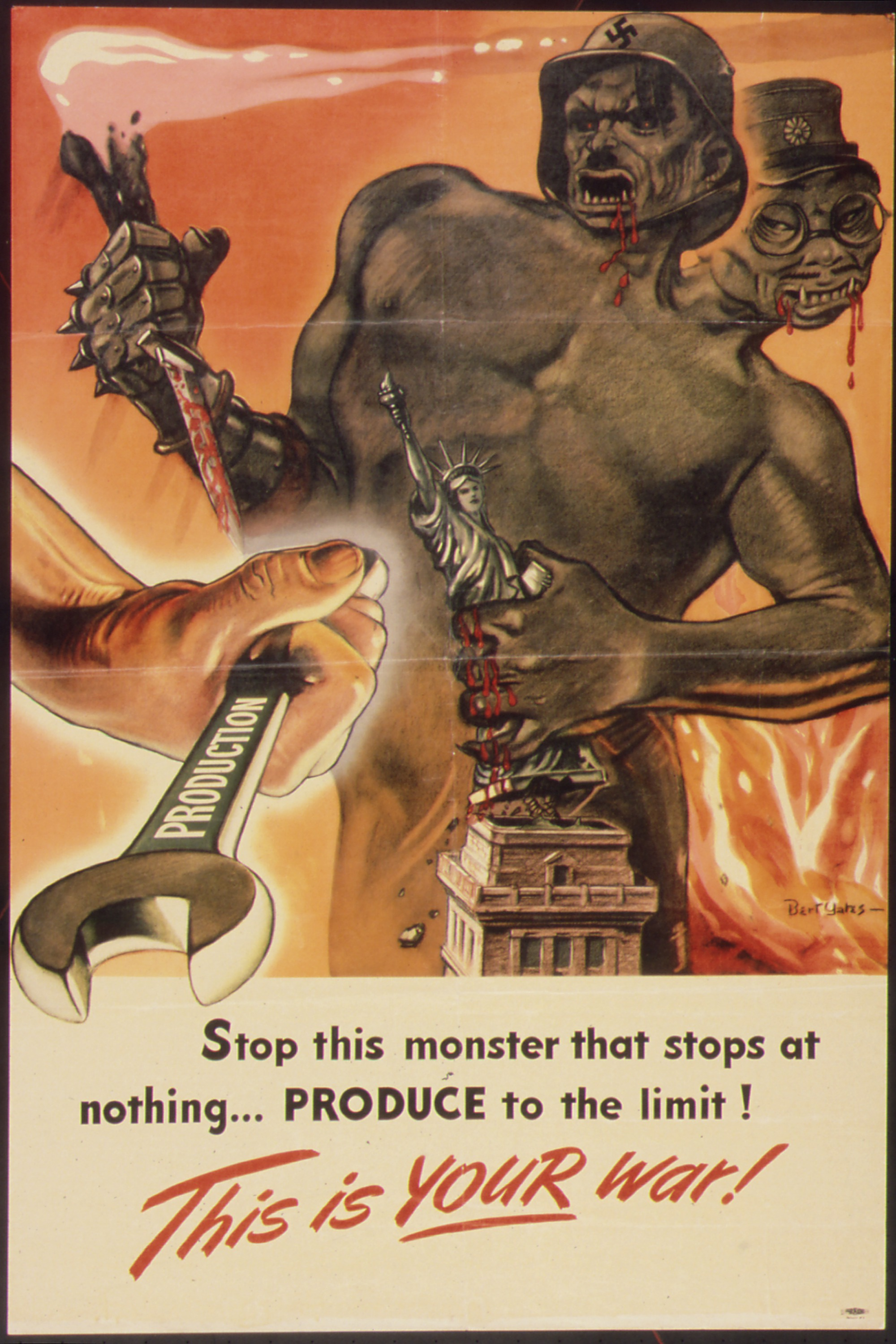
Dwugłowy, gadzi, częściowo mechaniczny potwór nawiązujący do King-Konga, symbolizujący Niemców i Japończyków podczas II wojny światowej

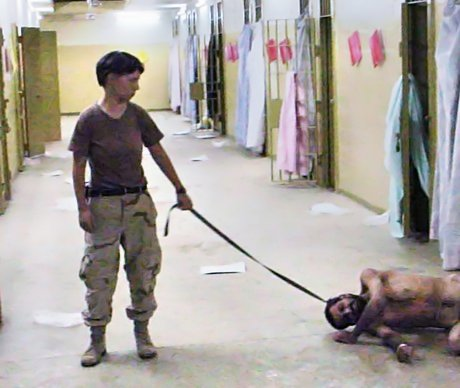
Lynndie England trzymająca na smyczy więźnia w Abu Ghurajb

Dehumanizacja (od łac. humanus, ludzki), odczłowieczanie, odczłowieczenie – proces zanegowania człowieczeństwa drugiej osoby, czyli zmiany stosunków interpersonalnych, w wyniku którego zaczyna się postrzegać drugiego człowieka jako zwierzę lub przedmiot pozbawiony jakichkolwiek uczuć, afektów i emocji. Praktyczna definicja określa to zjawisko jako postrzeganie i traktowanie innych ludzi tak, jakby nie posiadali oni zdolności umysłowych, którymi dysponujemy jako istoty ludzkie. W takim ujęciu każdy czyn lub myśl, które traktują kogoś jako mniej niż człowieka, jest aktem odczłowieczenia.
Proces dehumanizacji pełni funkcję mechanizmu obronnego; chroni jednostkę przed pobudzeniem emocjonalnym, które mogłoby być przykre, przytłaczające, odbierające jej siły lub mogłoby zakłócać realizowane w danej chwili zadanie. Nawet prawidłowo rozwinięci moralnie ludzie, nastawieni idealistycznie i humanitarnie, mogą stać się zdolni do różnych antyspołecznych zachowań w warunkach, w których przestają spostrzegać innych ludzi jako osoby mające takie same myśli, uczucia, pragnienia i cele, co oni sami. Dehumanizacja prowadzi często do negatywnych zachowań, pozwala bowiem traktować ludzi przedmiotowo, gorzej, jako podludzi. Umożliwia uzasadnienie wrogości, okrucieństwa, poniżania, przemocy, dyskryminowania i stereotypizacji.